# Венустијано Каранза (град Мексико)
Венустијано Каранза (шп. Venustiano Carranza) је општина и истоимено насеље града Мексика у Мексику, названо по мексичком револуционару Венустијану Каранзи. Насеље се налази на надморској висини од 2242 м.

## Становништво
Према подацима из 2010. године у насељу је живело 430978 становника.

### Хронологија
| Година       | 2000                     | 2005                     | 2010                     |
| ------------ | ------------------------ | ------------------------ | ------------------------ |
| Становништво | 462806 (219200 / 243606) | 447459 (212050 / 235409) | 430978 (203651 / 227327) |

### Попис
| \| \| м \| \| \| ж \| \| 0—2 \| 8.167 \| \| \| 7.866 \| \| 3—5 \| 8.842 \| \| \| 8.576 \| \| 6—11 \| 18.098 \| \| \| 17.746 \| \| 12—14 \| 9.311 \| \| \| 9.178 \| \| 15—17 \| 10.308 \| \| \| 9.958 \| \| 18—24 \| 24.421 \| \| \| 24.620 \| \| 60+ \| 23.106 \| \| \| 33.970 \| \| Просек : \| 32,6 \| \| \| 34,6 \| |        |  |  |        |
| |        |  |  |        |
| | м      |  |  | ж      |
| 0—2 | 8.167  |  |  | 7.866  |
| 3—5 | 8.842  |  |  | 8.576  |
| 6—11 | 18.098 |  |  | 17.746 |
| 12—14 | 9.311  |  |  | 9.178  |
| 15—17 | 10.308 |  |  | 9.958  |
| 18—24 | 24.421 |  |  | 24.620 |
| 60+ | 23.106 |  |  | 33.970 |
| Просек : | 32,6   |  |  | 34,6   |

| #   | Индикатор                                                                                        | Вредност |
| --- | ------------------------------------------------------------------------------------------------ | -------- |
| 1   | Становништво од 0 до 2 године                                                                    | 16033    |
| 2   | Мушко становништво од 0 до 2 године                                                              | 8167     |
| 3   | Женско становништво од 0 до 2 године                                                             | 7866     |
| 4   | Становништво са 3 и више година                                                                  | 401321   |
| 5   | Мушко становништво са 3 и више година                                                            | 188664   |
| 6   | Женско становништво са 3 и више година                                                           | 212657   |
| 7   | Становништво са 5 и више година                                                                  | 389705   |
| 8   | Мушко становништво са 5 и више година                                                            | 182736   |
| 9   | Женско становништво са 5 и више година                                                           | 206969   |
| 10  | Становништво са 12 и више година                                                                 | 348059   |
| 11  | Мушко становништво са 12 и више година                                                           | 161724   |
| 12  | Женско становништво са 12 и више година                                                          | 186335   |
| 13  | Становништво са 15 и више година                                                                 | 329570   |
| 14  | Мушко становништво са 15 и више година                                                           | 152413   |
| 15  | Женско становништво са 15 и више година                                                          | 177157   |
| 16  | Становништво са 18 и више година                                                                 | 309304   |
| 17  | Мушко становништво са 18 и више година                                                           | 142105   |
| 18  | Женско становништво са 18 и више година                                                          | 167199   |
| 19  | Становништво од 3 до 5 година                                                                    | 17418    |
| 20  | Мушко становништво од 3 до 5 година                                                              | 8842     |
| 21  | Женско становништво од 3 до 5 година                                                             | 8576     |
| 22  | Становништво од 6 до 11 година                                                                   | 35844    |
| 23  | Мушко становништво од 6 до 11 година                                                             | 18098    |
| 24  | Женско становништво од 6 до 11 година                                                            | 17746    |
| 25  | Становништво од 8 до 14 година                                                                   | 42578    |
| 26  | Мушко становништво од 8 до 14 година                                                             | 21526    |
| 27  | Женско становништво од 8 до 14 година                                                            | 21052    |
| 28  | Становништво од 12 до 14 година                                                                  | 18489    |
| 29  | Мушко становништво од 12 до 14 година                                                            | 9311     |
| 30  | Женско становништво од 12 до 14 година                                                           | 9178     |
| 31  | Становништво од 15 до 17 година                                                                  | 20266    |
| 32  | Мушко становништво од 15 до 17 година                                                            | 10308    |
| 33  | Женско становништво од 15 до 17 година                                                           | 9958     |
| 34  | Становништво од 18 до 24 године                                                                  | 49041    |
| 35  | Мушко становништво од 18 до 24 године                                                            | 24421    |
| 36  | Женско становништво од 18 до 24 године                                                           | 24620    |
| 37  | Женско становништво од 15 до 49 година                                                           | 117782   |
| 38  | Становништво са 60 и више година                                                                 | 57076    |
| 39  | Мушко становништво са 60 и више година                                                           | 23106    |
| 40  | Женско становништво са 60 и више година                                                          | 33970    |
| 41  | Однос између мушкараца и жена                                                                    | 89.59    |
| 42  | Становништво од нуле до 14 година                                                                | 87784    |
| 43  | Становништво од 15 до 64 године                                                                  | 288918   |
| 44  | Становништво од 65 година и више                                                                 | 40652    |
| 45  | Просечан број деце                                                                               | 1.9      |
| 46  | Становништво рођено у ентитету                                                                   | 346148   |
| 47  | Мушко становништво рођено у ентитету                                                             | 166138   |
| 48  | Женско становништво рођено у ентитету                                                            | 180010   |
| 49  | Становништво рођено у другом ентитету                                                            | 68765    |
| 50  | Мушко становништво рођено у другом ентитету                                                      | 29500    |
| 51  | Женско становништво рођено у другом ентитету                                                     | 39265    |
| 52  | Становништво од 5 година и више резидентно у ентитету у јуну 2005. године                        | 376055   |
| 53  | Мушко становништво старосног доба од 5 година и више, резидентно у ентитету у јуну 2005. године  | 175975   |
| 54  | Женско становништво старосног доба од 5 и више година, резидентно у ентитету у јуну 2005. године | 200080   |
| 55  | Становништво од 5 година и више које је живело у другом ентитету у јуну 2005. године             | 10360    |
| 56  | Мушко становништво старије од 5 година које је живело у другом ентитету у јуну 2005. године      | 4999     |
| 57  | Женско становништво старије од 5 година које је живело у другом ентитету у јуну 2005. године     | 5361     |
| 58  | Становништво од 3 године и више које говори аутохтони језик                                      | 4667     |
| 59  | Мушко становништво старо 3 године и више које говори аутохтони језик                             | 2275     |
| 60  | Женско становништво старо 3 године и више које говори аутохтони језик                            | 2392     |
| 61  | Становништво од 3 године и више које говори аутохтони језик и не говори шпански језик            | 47       |
| 62  | Мушко становништво старо 3 године и више које говори аутохтони језик и не говори шпански         | 16       |
| 63  | Женско становништво старо 3 године и више које говори аутохтони језик и не говори шпански језик  | 31       |
| 64  | Становништво старо 3 године и више које говори аутохтони језик и шпански                         | 3715     |
| 65  | Мушко становништво старо 3 године и више које говори аутохтони језик и шпански                   | 1805     |
| 66  | Женско становништво старо 3 године и више које говори аутохтони језик и шпански                  | 1910     |
| 67  | Становништво од 5 година и више које говори аутохтони језик                                      | 4621     |
| 68  | Становништво од 5 година и више које говори аутохтони језик и не говори шпански језик            | 40       |
| 69  | Становништво од 5 година и више које говори аутохтони језик и говори шпански језик               | 3693     |
| 70  | Становништво у домородачким домаћинствима                                                        | 9570     |
| 71  | Становништво са ограничењима у активностима                                                      | 19385    |
| 72  | Становништво са ограниченим ходањем или кретањем, горе или доле                                  | 11343    |
| 73  | Становници са ограничењима вида, чак и уз кориштење сочива                                       | 4958     |
| 74  | Становништво са ограничењима говора, комуникације или конверзације                               | 1278     |
| 75  | Становништво са ограниченим слухом                                                               | 2524     |
| 76  | Становништво са ограничењима при одевању, купању или јелу                                        | 1083     |
| 77  | Становништво са ограничењима у опажању или учењу једноставних ствари                             | 773      |
| 78  | Становништво са менталним ограничењима                                                           | 2057     |
| 79  | Становништво без ограничења активности                                                           | 395170   |
| 80  | Становништво од 3 до 5 година које не похађа школу                                               | 5227     |
| 81  | Мушко становништво од 3 до 5 година које не похађа школу                                         | 2720     |
| 82  | Женско становништво од 3 до 5 година које не похађа школу                                        | 2507     |
| 83  | Становништво од 6 до 11 година које не похађа школу                                              | 800      |
| 84  | Мушко становништво од 6 до 11 година које не похађа школу                                        | 400      |
| 85  | Женско становништво од 6 до 11 година које не похађа школу                                       | 400      |
| 86  | Становништво од 12 до 14 година које не похађа школу                                             | 820      |
| 87  | Мушко становништво од 12 до 14 година које не похађа школу                                       | 461      |
| 88  | Женско становништво од 12 до 14 година које не похађа школу                                      | 359      |
| 89  | Становништво од 15 до 17 година похађа школу                                                     | 16110    |
| 90  | Мушко становништво од 15 до 17 година похађа школу                                               | 8051     |
| 91  | Женско становништво између 15 и 17 година живота у школи                                         | 8059     |
| 92  | Становништво од 18 до 24 године похађа школу                                                     | 20092    |
| 93  | Мушко становништво од 18 до 24 године похађа школу                                               | 10243    |
| 94  | Женско становништво од 18 до 24 године похађа школу                                              | 9849     |
| 95  | Становништво од 8 до 14 година које не може да чита и пише                                       | 539      |
| 96  | Мушко становништво старосног доба од 8 до 14 година које не може да чита и пише                  | 296      |
| 97  | Женско становништво старосног доби од 8 до 14 година које не може да чита и пише                 | 243      |
| 98  | Становништво од 15 година и више које је неписмено                                               | 5162     |
| 99  | Мушко становништво од 15 година и више које је неписмено                                         | 1394     |
| 100 | Женско становништво од 15 година и више које је неписмено                                        | 3768     |
| 101 | Становништво старо 15 и више година без школовања                                                | 7277     |
| 102 | Мушко становништво старо 15 и више година без школовања                                          | 2199     |
| 103 | Женско становништво старо 15 и више година без школовања                                         | 5078     |
| 104 | Становништво старосног доба 15 и више година са непотпуним основним образовањем                  | 17278    |
| 105 | Мушко становништво старосног доба од 15 година и више са непотпуном основним образовањем         | 6261     |
| 106 | Женско становништво старосног доба 15 и више година са непотпуном основним образовањем           | 11017    |
| 107 | Становништво старо 15 и више година са комплетним основним образовањем                           | 40386    |
| 108 | Мушко становништво старо 15 година и више са комплетним основним образовањем                     | 16103    |
| 109 | Женско становништво старо 15 и више година са комплетним основним образовањем                    | 24283    |
| 110 | Становништво старосног доба 15 и више година са непотпуним средњим образовањем                   | 14484    |
| 111 | Мушко становништво старосног доба од 15 година и више са непотпуним средњим образовањем          | 7899     |
| 112 | Женско становништво старосног доба од 15 година и више са непотпуним средњим образовањем         | 6585     |
| 113 | Становништво старо 15 и више година са пуним секундарном образовањем                             | 67806    |
| 114 | Мушко становништво старосног доба од 15 година и више са пуним секундарном образовањем           | 33135    |
| 115 | Женско становништво старосног доба од 15 година и више са пуним секундарном образовањем          | 34671    |
| 116 | Становништво старије од 18 година са постосновним образовањем                                    | 168055   |
| 117 | Мушко становништво старије од 18 година са постосновним образовањем                              | 81331    |
| 118 | Женско становништво старије од 18 година са постосновним образовањем                             | 86724    |
| 119 | Просечна оцена школовања                                                                         | 10.53    |
| 120 | Просечан ниво образовања мушке популације                                                        | 10.84    |
| 121 | Просечан ниво образовања женског становништва                                                    | 10.26    |
| 122 | Економски активно становништво                                                                   | 197483   |
| 123 | Економски активна мушка популација                                                               | 115341   |
| 124 | Економски активна женска популација                                                              | 82142    |
| 125 | Становништво које није економски активно                                                         | 149121   |
| 126 | Мушко становништво које није економски активно                                                   | 45577    |
| 127 | Женско становништво које није економски активно                                                  | 103544   |
| 128 | Запослено становништво                                                                           | 187508   |
| 129 | Запослено мушко становништво                                                                     | 108653   |
| 130 | Запослено женско становништво                                                                    | 78855    |
| 131 | Незапослена популација                                                                           | 9975     |
| 132 | Незапослена мушка популација                                                                     | 6688     |
| 133 | Незапослена женска популација                                                                    | 3287     |
| 134 | Становништво без права на здравствене услуге                                                     | 141210   |
| 135 | Становништво које има право на здравствене услуге                                                | 275004   |
| 136 | Становништво које има право на ИМСС                                                              | 153426   |
| 137 | Становништво које има право на социјално осигурање                                               | 58421    |
| 138 | Становништво које има право на државно социјално осигурање                                       | 557      |
| 139 | Становништво које има право на опште осигурање или здравствено осигурање за нову генерацију      | 44584    |
| 140 | Становништво које је било једном или није било у браку током 12 година и више                    | 134403   |
| 141 | Венчано или уједињено становништво од 12 година и више                                           | 161873   |
| 142 | Становништво које је било у браку или уједињено 12 година и више                                 | 50896    |
| 143 | Становништво са католичком религијом                                                             | 351375   |
| 144 | Протестанти, еванђелисти и библијски следбеници различити од еванђелиста                         | 33045    |
| 145 | Становништво са другим религијама различитим од претходних                                       | 1507     |
| 146 | Становништво без религије                                                                        | 20931    |
| 147 | Укупно пописаних домаћинства                                                                     | 118810   |
| 148 | Пописна домаћинства на челу са мушкарцима                                                        | 76449    |
| 149 | Пописна домаћинства на челу са женама                                                            | 42361    |
| 150 | Становништво у пописним домаћинствима                                                            | 417140   |
| 151 | Становништво у пописним домаћинствима на челу са мушкарцима                                      | 282644   |
| 152 | Становништво у пописним домаћинствима на челу са женама                                          | 134496   |
| 153 | Укупно домаћинстава                                                                              | 139310   |
| 154 | Укупно насељених домаћинстава                                                                    | 123327   |
| 155 | Укупно приватних кућа                                                                            | 134793   |
| 156 | Насељени приватни домови                                                                         | 118810   |
| 157 | Укупно насељених приватних кућа                                                                  | 123317   |
| 158 | Ненасељене приватне куће                                                                         | 12279    |
| 159 | Појединачна домаћинства за привремену употребу                                                   | 3704     |
| 160 | Становници у насељеним приватним кућама                                                          | 417140   |
| 161 | Насељеност станара у приватним становима                                                         | 3.51     |
| 162 | Просечно становника по соби у приватним насељеним домаћинствима                                  | 0.88     |
| 163 | Појединачна домаћинства са подовима од различитих материјала од земље                            | 116583   |
| 164 | Појединачна домаћинства у приземљу                                                               | 518      |
| 165 | Појединачна домаћинства са једном спаваћом собом                                                 | 37073    |
| 166 | Појединачна домаћинства са две спаваће собе и више                                               | 81192    |
| 167 | Појединачна домаћинства са једним собом                                                          | 4424     |
| 168 | Појединачна домаћинства са две собе                                                              | 12866    |
| 169 | Појединачна домаћинства са 3 собе и више                                                         | 100786   |
| 170 | Појединачна домаћинства која имају електрично светло                                             | 118348   |
| 171 | Појединачна домаћинства која немају електрично светло                                            | 58       |
| 172 | Појединачна домаћинства која имају водоводну воду у стамбеном простору                           | 117831   |
| 173 | Појединачна домаћинства која немају водоводну воду у стамбеном простору                          | 225      |
| 174 | Појединачна домаћинства која имају тоалет                                                        | 117668   |
| 175 | Појединачна домаћинства која имају канализацију                                                  | 117789   |
| 176 | Појединачна домаћинства која немају канализацију                                                 | 98       |
| 177 | Појединачна домаћинства која имају електрично светло, довод воде из јавне мреже и канализацију   | 117285   |
| 178 | Појединачна домаћинства без икаквих услова                                                       | 275      |
| 179 | Појединачна домаћинства која имају радио                                                         | 108306   |
| 180 | Појединачна домаћинства која имају телевизор                                                     | 116850   |
| 181 | Појединачна домаћинства која имају фрижидер                                                      | 109520   |
| 182 | Појединачна домаћинства која имају машину за веш                                                 | 92973    |
| 183 | Појединачна домаћинства која имају аутомобил или комби                                           | 47245    |
| 184 | Појединачна домаћинства која имају рачунар                                                       | 55152    |
| 185 | Појединачна домаћинства која имају фиксну телефонску линију                                      | 85145    |
| 186 | Појединачна домаћинства која имају мобилни телефон                                               | 89567    |
| 187 | Појединачна домаћинства која имају приступ интернету                                             | 42553    |
| 188 | Величина локације                                                                                | 12       |